# Chiesa dei Santi Cosma e Damiano (Concorezzo)
La chiesa dei Santi Cosma e Damiano è la parrocchiale di Concorezzo, in provincia di Monza e Brianza e arcidiocesi di Milano; fa parte del decanato di Vimercate.

## Storia
La prima citazione di una chiesa a Concorezzo dedicata a San Damiano risale al 1098. Nel Liber Notitiae Sanctorum Mediolani, scritto da Goffredo da Bussero, si legge che la comunità concorezzese dipendeva dalla pieve di Santo Stefano Protomartire di Vimercate; questa situazione è confermata dalla Notitia Cleri del 1398.
Nel 1595 la chiesa venne eretta a parrocchiale; questo edificio era sprovvisto del fonte battesimale, ma aveva quattro altari e si componeva di tre navate. L'arcivescovo Carlo Borromeo, durante la sua visita, ordinò che si provvedesse al restauro dell'esterno e alla modifica della disposizione delle panche all'interno.
L'arcivescovo Federico Visconti, nel 1686, trovò che nella parrocchiale aveva sede il sodalizio del Santissimo Sacramento; alcuni decenni dopo, nel 1756, l'arcivescovo Giuseppe Pozzobonelli, in occasione della sua visita pastorale, annotò che la chiesa aveva alle sue dipendenze gli oratori di Santa Marta, di Sant'Antonio da Padova e di Sant'Eugenio vescovo e confessore.
La prima pietra della nuova parrocchiale, progettata da Luigi Cagnola, venne posta nel 1810; i lavori tuttavia si interruppero tre anni dopo, per poi riprendere nel 1819. Nel 1821 la chiesa fu benedetta, seppur non ancora ultimata; la costruzione, infatti, venne portata a termine nel 1834. Il campanile fu invece eretto tra il 1842 e il 1843 su disegno di Andrea Pizzala; la consacrazione venne poi impartita il 7 maggio 1899 dal cardinale Andrea Carlo Ferrari.
Restaurata negli anni quaranta del secolo successivo, la chiesa venne adeguata alle norme postconciliari tra il 2008 e il 2014. Il nuovo altare fu consacrato dal cardinale Angelo Scola il 17 maggio 2015.

## Descrizione

### Esterno
La neoclassica facciata della chiesa, preceduta dal pronao esastilo d'ordine ionico le cui colonne sorreggono il fregio con iscrizione dedicatoria e il timpano triangolare, presenta al centro il portale d'ingresso architravato ed è coronata dal frontone, la cui cornice inferiore è abbellita da una dentellatura. 
Dietro la parrocchiale sorge l'alto campanile a pianta quadrata, la cui cella, abbellita da colonne, presenta su ogni lato una monofora ed è coronata dalla cupoletta poggiante sul tamburo.

### Interno
L'interno dell'edificio si compone di un'unica navata, sulla quale si affacciano le cappelle laterali e le cui pareti sono scandite da semicolonne sorreggenti il cornicione sopra cui s'imposta la volta a botte; al termine dell'aula si sviluppa il presbiterio, ospitante l'altare maggiore e caratterizzato da un deambulatorio retrostante.
Tra le opere di maggior pregio qui conservate vi sono i mosaici raffiguranti il Battesimo di Cristo e la Riconciliazione, eseguiti dall'idriano Marko Ivan Rupnik.